# Lisewo (gromada w powiecie chełmińskim)
Lisewo – dawna gromada, czyli najmniejsza jednostka podziału terytorialnego Polskiej Rzeczypospolitej Ludowej w latach 1954–1972.
Gromady, z gromadzkimi radami narodowymi (GRN) jako organami władzy najniższego stopnia na wsi, funkcjonowały od reformy reorganizującej administrację wiejską przeprowadzonej jesienią 1954 do momentu ich zniesienia z dniem 1 stycznia 1973, tym samym wypierając organizację gminną w latach 1954–1972.
Gromadę Lisewo z siedzibą GRN w Lisewie utworzono – jako jedną z 8759 gromad na obszarze Polski – w powiecie chełmińskim w woj. bydgoskim, na mocy uchwały nr 24/4 WRN w Bydgoszczy z dnia 5 października 1954. W skład jednostki weszły obszary dotychczasowych gromad Lisewo, Mgoszcz, Pniewite i Strucfoń, ponadto wieś Drzonowo z dotychczasowej gromady Drzonowo, wieś Kornatowo z dotychczasowej gromady Kornatowo i wieś Malankowo z dotychczasowej gromady Malankowo, ze zniesionej gminy Lisewo w tymże powiecie. Dla gromady ustalono 27 członków gromadzkiej rady narodowej. W latach 60. XX w. stanowiła trzecią najgęściej zaludnioną gromadę powiatu chełmińskiego. 
31 grudnia 1961 do gromady Lisewo włączono wsie Bartlewo, Błachta, Krusin, Linowiec i Wierzbowo ze zniesionej gromady Krusin oraz wieś Lipienek ze zniesionej gromady Firlus w tymże powiecie.
Według stanu na rok 1966 gromada obejmowała powierzchnię 72,9 km² i zamieszkana była przez 5303 mieszkańców. W jej skład wchodziły następujące sołectwa: Bartlewo (wraz ze wsią Błachta), Drzonowo, Kornatowo, Krusin, Linówiec (dzisiejszy Linowiec), Lipieniek, Lisewo, Malankowo, Mgoszcz, Pniewite, Strucfoń.
1 stycznia 1972 do gromady Lisewo włączono sołectwa Kamlarki i Tytlewo z gromady Stolno w tymże powiecie.
Gromada przetrwała do końca 1972 roku, czyli do kolejnej reformy gminnej. 1 stycznia 1973 w powiecie chełmińskim reaktywowano gminę Lisewo.